# Matthias Bartke

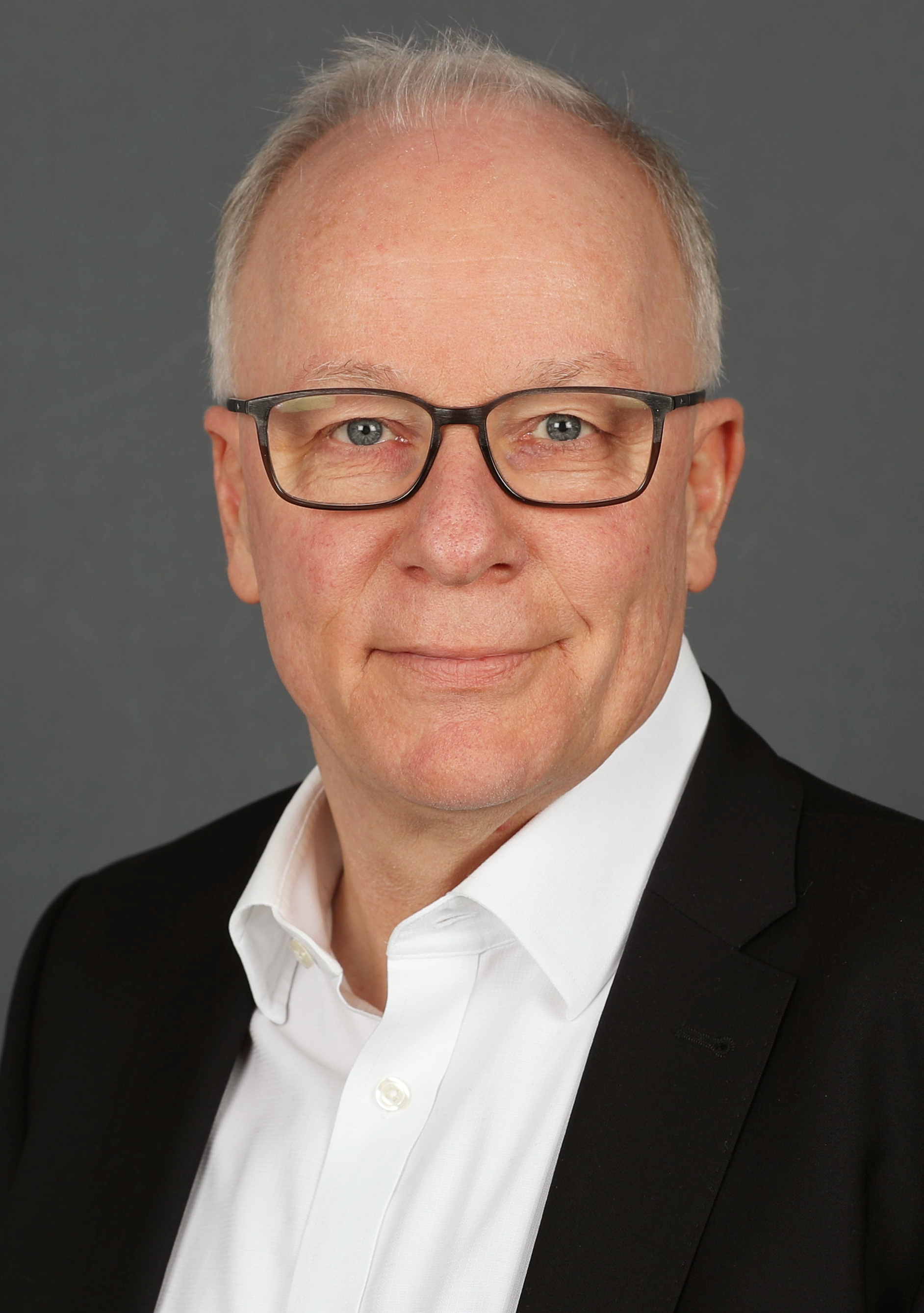
Matthias Bartke (2020)

Matthias Bartke (* 16. Januar 1959 in Bremen) ist ein deutscher Politiker (SPD) und seit dem 6. April 2022 Ständiger Bevollmächtigter des PKGr. Von 2013 bis 2021 war er Mitglied des Deutschen Bundestages und dort von März 2018 bis Oktober 2021 Vorsitzender des Ausschusses für Arbeit und Soziales.

## Leben
Bartke wuchs in Fischerhude bei Bremen auf. Nach dem Abitur im Jahr 1978 leistete er den Grundwehrdienst in Rotenburg (Wümme) und absolvierte im Anschluss die einstufige Juristenausbildung der Universität Hamburg (1981–1987). Danach arbeitete er zunächst für einige Monate als Rechtsanwalt in einer Anwaltskanzlei in Hamburg-Altona. In den Jahren 1987 bis 1991 war Bartke wissenschaftlicher Referent am Institut für Friedensforschung und Sicherheitspolitik an der Universität Hamburg (IFSH) in Hamburg-Blankenese. Hier promovierte er im Jahr 1991 mit der Arbeit Verteidigungsauftrag der Bundeswehr: Eine verfassungsrechtliche Analyse.
Im Jahr 1991 trat Bartke in den Dienst der Freien und Hansestadt Hamburg ein. In der Hamburger Sozialbehörde hatte er  Leitungspositionen im Bereich der Arbeitsmarkt- und der Behindertenpolitik inne. 1996 war er Leiter des Referats „Öffentlich geförderte Beschäftigungsmaßnahmen“. Im Jahr 2002 wurde er Leiter der Abteilung „Beschäftigungsförderung“, 2005 Leiter der Abteilung „Sozialordnung“ und 2008 stellvertretender Leiter des Versorgungsamtes Hamburg. Nach dem Hamburger Regierungswechsel im Jahr 2011 war er zwei Jahre Leiter der Präsidialabteilung der Hamburger Sozialbehörde und Büroleiter des Hamburger Sozialsenators Detlef Scheele. Vom 1. Januar 2013 bis zu seiner Wahl in den Deutschen Bundestag leitete er die Rechtsabteilung der Hamburger Sozialbehörde.
In den Jahren 2012 bis 2014 war Bartke Vorsitzender des Stiftungsrates der Lawaetz-Stiftung. Seit 2016 ist er Vorsitzender der Lebenshilfe Landesverband Hamburg e. V. und seit 2020 Mitglied im Beirat der Dialoghaus Hamburg gGmbH. Zudem ist er Mitglied bei Ver.di und der Arbeiterwohlfahrt.
Er ist verheiratet und hat einen Sohn.

## Politik
Seit 1978 ist Bartke Mitglied der SPD und war bei den Jusos aktiv, wie auch Mitglied des Kreisvorstandes der Jungsozialisten in Altona.
Im Jahr 1986 wurde er als Abgeordneter in die Bezirksversammlung Hamburg-Altona gewählt, der er bis 1989 angehörte. 1996 wurde er in den Kreisvorstand der SPD Altona gewählt, wo er 2004 stellvertretender Kreisvorsitzender und 2008 kommissarischer Kreisvorsitzender wurde. Danach war Bartke zwei Jahre bis 2010 Mitglied im Landesvorstand der SPD Hamburg. 2010 war er Gründungsvorsitzender der Arbeitsgemeinschaft „Selbst aktiv“ für Menschen mit Behinderung in der Hamburger SPD. Seit Juni 2018 ist Bartke stellvertretender Vorsitzender der SPD Hamburg.
Matthias Bartke gewann bei der Bundestagswahl 2013 den Bundestagswahlkreis Hamburg-Altona mit 34,9 % der Erststimmen. Bei der Bundestagswahl 2017 konnte Bartke das Direktmandat mit 28,9 % der abgegebenen Erststimmen verteidigen. Bei der Bundestagswahl 2021 trat er wieder als Direktkandidat im Wahlkreis Hamburg-Altona an, unterlag mit 28,6 % der Erststimmen jedoch Linda Heitmann von den Grünen, welche 29,6 % der Erststimmen erzielte. Auch der vierte Platz auf der Landesliste der SPD in Hamburg reichte nicht für einen erneuten Einzug in den Bundestag.
Er war im Bundestag von 2013 bis 2021 Mitglied im Ausschuss für Arbeit und Soziales, wo er die Schwerpunkte Arbeitsmarkt- und Behindertenpolitik bearbeitete. Von März 2018 bis Oktober 2021 war er Vorsitzender des Ausschusses für Arbeit und Soziales. Von Januar 2016 bis Oktober 2021 war Bartke Mitglied im Ausschuss für Wahlprüfung, Immunität und Geschäftsordnung. Von Januar 2018 bis 2021 war er Obmann der Arbeitsgruppe der SPD-Bundestagsfraktion für Wahlprüfung, Immunität und Geschäftsordnung. Ferner war er stellvertretender Vorsitzender der deutsch-japanischen Parlamentariergruppe und Mitglied im Wahlprüfungsausschuss.
In den Jahren 2013 bis 2017 war Bartke zudem Mitglied im Ausschuss für Recht und Verbraucherschutz sowie stellvertretendes Mitglied im Auswärtigen Ausschuss. Von Januar 2016 bis Januar 2018 war Bartke Justiziar der SPD-Bundestagsfraktion und Mitglied im Ältestenrat des Deutschen Bundestags. Am 6. April 2022 wurde er zum Ständigen Bevollmächtigten des Parlamentarischen Kontrollgremiums ernannt. Er übt diese Funktion im Amt eines Ministerialdirektors aus.
Er ist dem linken Flügel der SPD, der Parlamentarischen Linken, zugehörig.

## Schriften (Auswahl)
- Verteidigungsauftrag der Bundeswehr: Eine verfassungsrechtliche Analyse (= Militär, Rüstung, Sicherheit; Band 66). Nomos-Verl.-Ges., Baden-Baden 1991, ISBN 3789023337 (zugl.: Dissertation, Universität Hamburg 1991).